# Ophiostoma triangulosporum
Ophiostoma triangulosporum är en svampart som beskrevs av Butin 1978. Ophiostoma triangulosporum ingår i släktet Ophiostoma och familjen Ophiostomataceae.   Inga underarter finns listade i Catalogue of Life.